# Pseudoselago serrata
Pseudoselago serrata là một loài thực vật có hoa trong họ Huyền sâm. Loài này được (P.J. Bergius) Hilliard miêu tả khoa học đầu tiên năm 1995.